# Kahn & Selesnick
Kahn & Selesnick ist ein britisches Künstlerpaar, das seit dem Jahre 1986 vornehmlich in den USA arbeitet und ausstellt.

## Lebensdaten
Nicholas Kahn wurde 1964 in New York City in den USA geboren. Richard Selesnick wurde ebenfalls 1964 geboren und zwar in London. Die Künstler arbeiten auf den Gebieten Fotografie, Skulptur und Installation zusammen und gestalten fiktive Geschichten (englisch: fictive art), die sowohl in der Vergangenheit als auch in der Zukunft spielen. Das Paar hat bisher seine Arbeiten in mehr als 100 Einzel- und Gruppenausstellungen weltweit gezeigt und mehrere Bücher veröffentlicht.

## Veröffentlichungen
Bei Aperture Press in New York City sind  bisher drei Bücher erschienen:
- Scotlandfuturebog. 2002, ISBN 0-893819352.
- City of Salt. 2005, ISBN 1-931788774.
- The Apollo Prophecies. 2006, ISBN 1-597110205.

## Projekte
2007 haben Kahn & Selesnick eine Multimedia-Installation Eisbergfreistadt geschaffen, in welcher in einer fiktiven Geschichte ein Eisberg im Inflationsjahr 1923 vor der Stadt Lübeck in der Ostsee strandet und zur Touristenattraktion wird. Diese Entwicklung wird durch Fotografien, Postkarten, Notgeldscheine, Architekturmodelle, zeitgemäße Kleidungsstücke und Lübecker Marzipan geschildert. Die Installation wurde zuerst in den USA, unter anderem auch in Boston in Massachusetts gezeigt. Danach ging sie 2010 nach Lübeck, wo sie  im Museum der Overbeck-Gesellschaft Platz fand. Im gleichen Jahr vollendeten sie ihr Projekt Mars. Adrift on the Hourglass Sea, das zuerst in Boston gezeigt wurde.
2012 starteten Kahn & Selesnick ihr Projekt Truppe Fledermaus, dem 2013 Mars Revisited folgte.